# 13 de junho
13 de junho é o 164.º dia do ano no calendário gregoriano (165.º em anos bissextos). Faltam 201 dias para acabar o ano.

## Eventos históricos

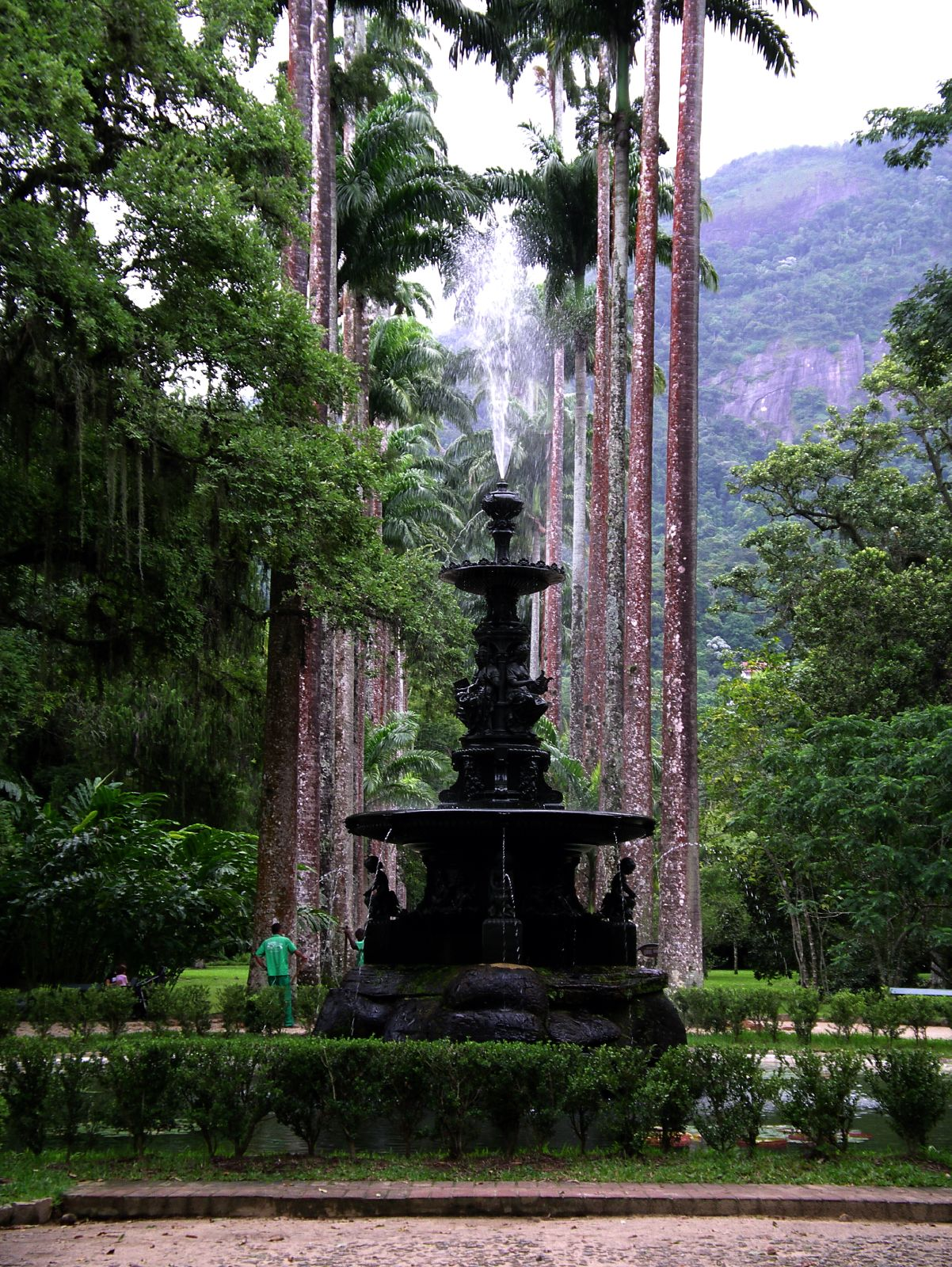
1808: Criação do Jardim Botânico do Rio de Janeiro

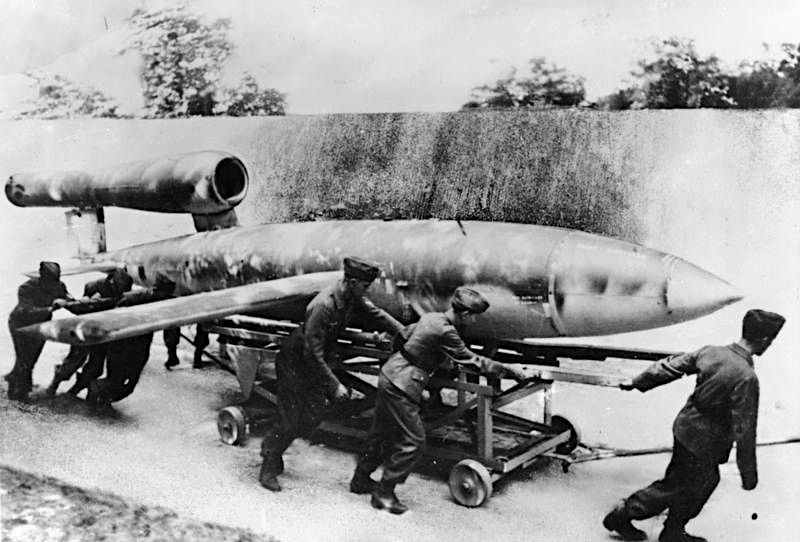
1944: Primeiro ataque das bombas voadoras V-1 contra Londres

- 0313 — Édito de Milão, assinado por Constantino, o Grande, e o coimperador Licínio, concedendo liberdade religiosa em todo o Império Romano, é ordenado na Nicomédia.
- 1325 — Ibn Battuta inicia suas viagens, deixando sua casa em Tânger para viajar para Meca.
- 1373 — Portugal assina com a Inglaterra a Aliança Luso-Britânica, a mais antiga aliança entre nações em vigor.
- 1381 — Revolta camponesa liderada por Wat Tyler culmina na queima do Palácio Savoy.
- 1514 — O Henry Grace à Dieu, com mais de 1 000 toneladas e então a maior nau de guerra do mundo, construída no novo estaleiro de Woolwich, na Inglaterra, é consagrada.
- 1525 — Martinho Lutero se casa com Catarina de Bora, contrariando a regra do celibato decretada pela Igreja Católica para padres e freiras.
- 1569 — Fracassa o ataque do corsário inglês Francis Drake a Lisboa.
- 1611 — O astrônomo holandês David Fabricius observa pela primeira vez manchas no sol.
- 1625 — O rei Carlos I da Inglaterra se casa com a princesa católica Henrietta Maria da França e Navarra, em Canterbury.
- 1653 — Vitória inglesa na Batalha de Gabbard na Primeira Guerra Anglo-Holandesa.
- 1665 — Começa a Segunda Guerra Anglo-Holandesa com a Batalha de Lowestoft.
- 1740 — O governador provincial da Geórgia, James Oglethorpe, inicia uma tentativa malsucedida de tomar a Flórida espanhola durante o Cerco de Santo Agostinho.[1]
- 1774 — Rhode Island torna-se a primeira das colônias norte-americanas da Grã-Bretanha a proibir a importação de escravos.
- 1777 — Guerra de Independência dos Estados Unidos: Gilbert du Motier, Marquês de La Fayette desembarca perto de Charleston, Carolina do Sul, para ajudar o Congresso Continental a treinar seu exército.
- 1805 — Expedição de Lewis e Clark: Explorando à frente da expedição, Meriwether Lewis e quatro companheiros avistam as Grandes Cataratas do Rio Missouri.[2]
- 1808 — Criado o Jardim Botânico do Rio de Janeiro.
- 1855 — A vigésima ópera de Giuseppe Verdi, Les vêpres siciliennes ("As Vésperas da Sicília"), estreia em Paris.
- 1881 — USS Jeannette é esmagado pelo gelo no Oceano Ártico.
- 1917
  - Segunda aparição de Nossa Senhora em Fátima (Ourém), Portugal.
  - Primeira Guerra Mundial: o ataque aéreo alemão mais mortal da guerra em Londres é realizado por bombardeiros Gotha G.IV e resulta em 162 mortes, incluindo 46 crianças, e 432 feridos.
- 1939 — Chegam ao México 25 mil exilados espanhóis, resultantes da guerra civil espanhola.
- 1944
  - Segunda Guerra Mundial: Batalha de Villers-Bocage: o ás de tanques alemão Michael Wittmann embosca elementos da 7ª Divisão Blindada britânica, destruindo até quatorze tanques, quinze veículos de transporte de pessoal e dois canhões antitanque em um tanque Tiger I.
  - Segunda Guerra Mundial: primeiro ataque das bombas voadoras V-1 contra Londres. Apenas quatro das onze bombas atingem seus alvos.
- 1952 — Caso Catalina: Um caça sueco Douglas DC-3 é abatido por um caça soviético MiG-15.[3]
- 1964 — Criado o Serviço Nacional de Informações (SNI) no Brasil.
- 1967 — Após dez anos retorna ao Brasil as tropas militares brasileiras que serviam no Canal de Suez, que apoiavam as forças militares da Organização das Nações Unidas (ONU).
- 1971 — Guerra do Vietnã: The New York Times começa a publicação dos Pentagon Papers.
- 1977 — O assassino de Martin Luther King Jr. condenado, James Earl Ray, é recapturado após escapar da prisão três dias antes.
- 1996 — O voo 865 da Garuda Indonesia cai durante a decolagem do aeroporto de Fukuoka, matando três pessoas e ferindo 170.[4]
- 1982 — Fahd torna -se rei da Arábia Saudita após a morte de seu irmão, Khalid.
- 1983 — Pioneer 10 torna-se o primeiro objeto feito pelo homem a deixar o Sistema Solar central ao passar além da órbita de Netuno.
- 2000
  - O turco Ali Agca, autor do atentado contra o Papa João Paulo II, abandona a prisão de Arcona para ser extraditado para a Turquia, após ter seu crime perdoado pelo presidente italiano.
  - O presidente Kim Dae-jung da Coreia do Sul se encontra com Kim Jong-il, líder da Coreia do Norte, para o início da primeira cúpula inter-coreana, na capital do norte de Pyongyang.
- 2002 — Estados Unidos se retiram do Tratado sobre Mísseis Antibalísticos.[5]
- 2010 — Uma cápsula da espaçonave japonesa Hayabusa, contendo partículas do asteroide 25143 Itokawa, retorna à Terra.
- 2018 — A Volkswagen é multada em um bilhão de euros pelo escândalo de emissões de poluentes.
- 2019 — Dois navios petroleiros são atacados no golfo de Omã, em meio a intensas tensões entre o Irã e os Estados Unidos.
- 2023 — Pelo menos 100 pessoas morrem quando um barco de casamento vira no rio Níger, no estado de Kwara, na Nigéria.[6]
- 2025 — Israel lança um grande ataque contra instalações nucleares no Irã, ferindo mais de 300 pessoas e matando outras 70.

## Nascimentos

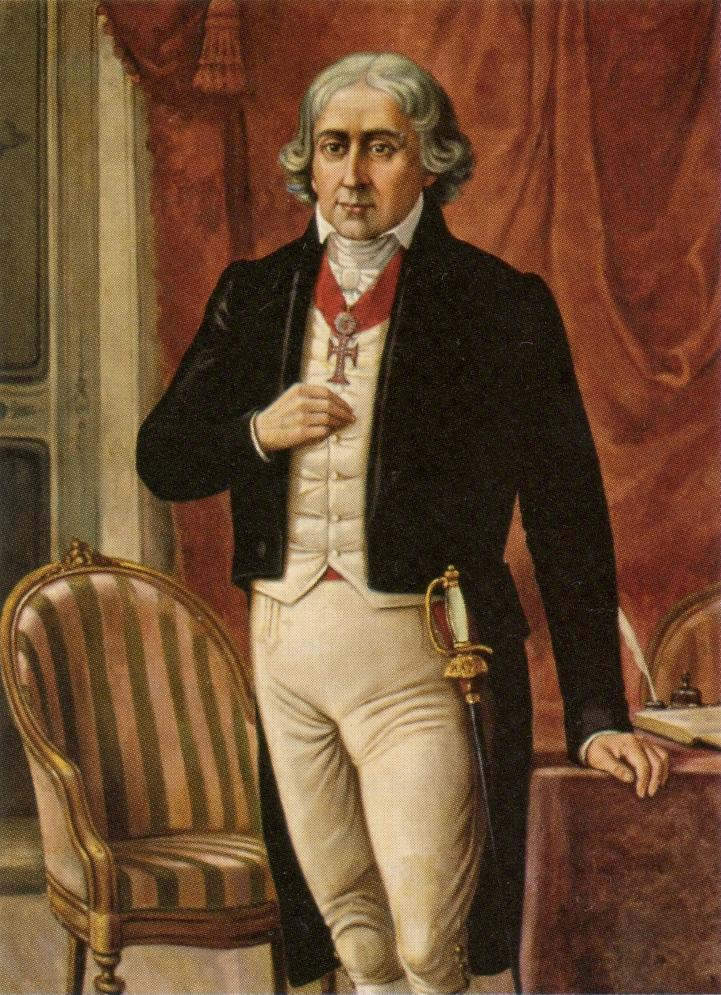
José Bonifácio de Andrada e Silva

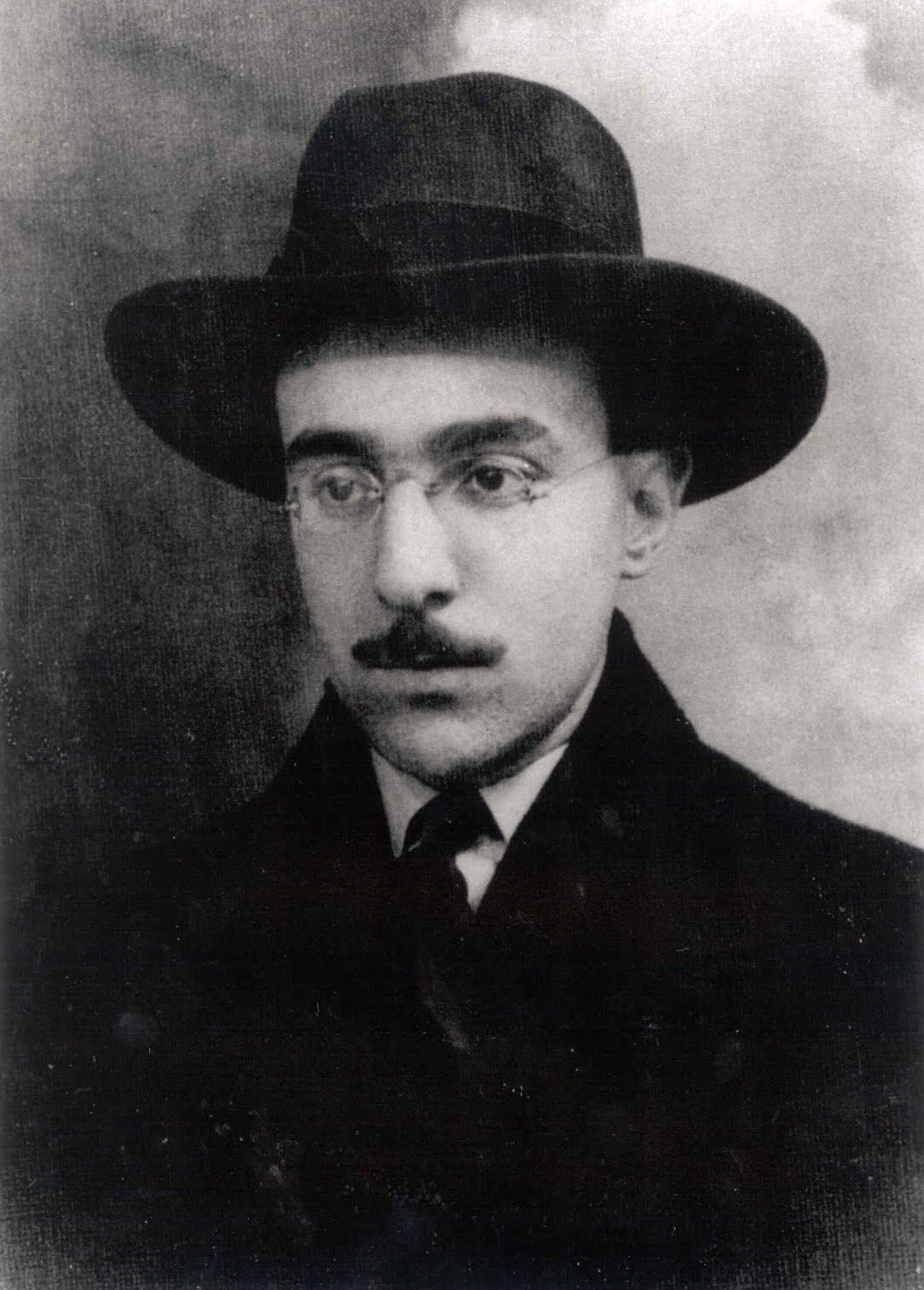
Fernando Pessoa

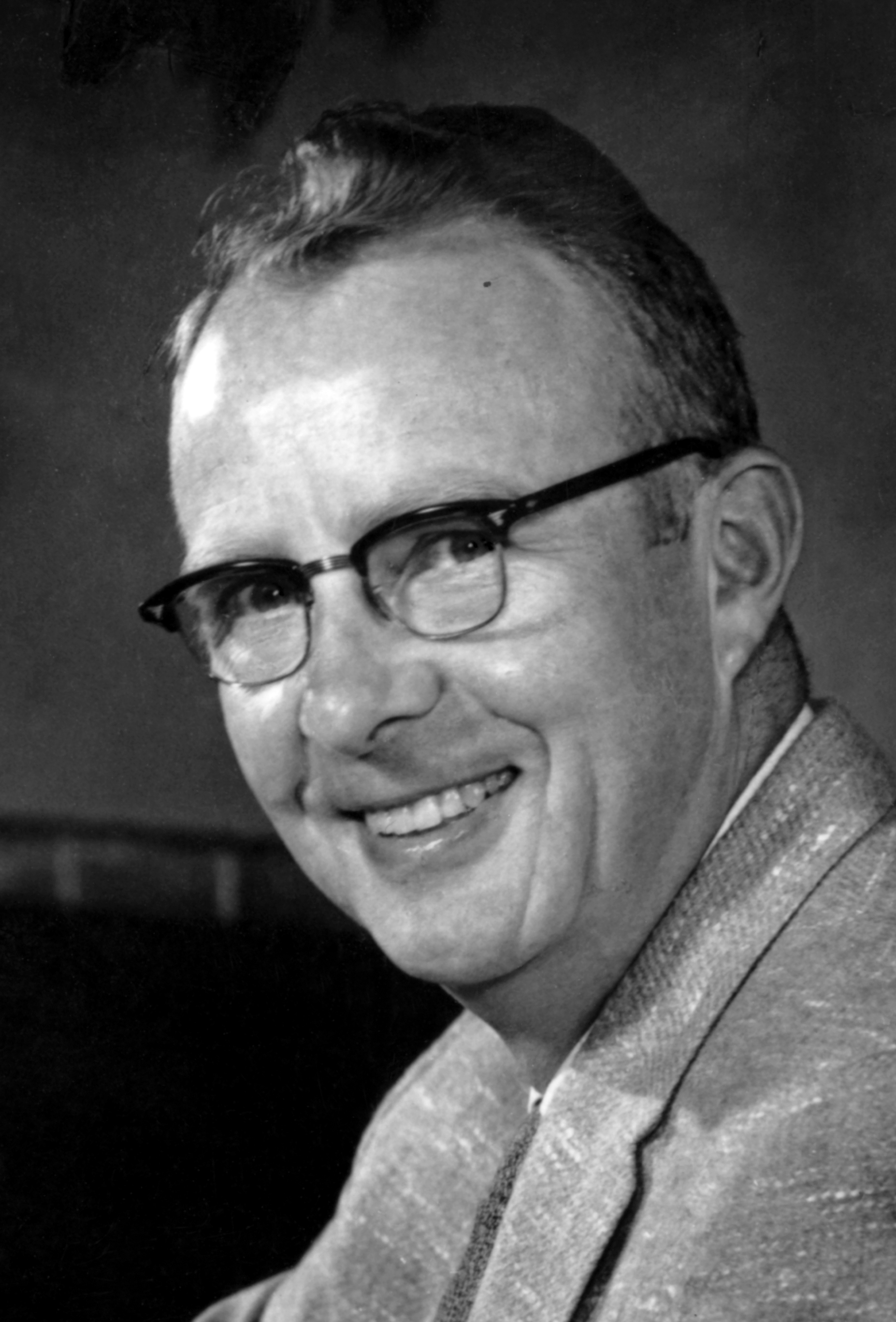
Luis Walter Alvarez

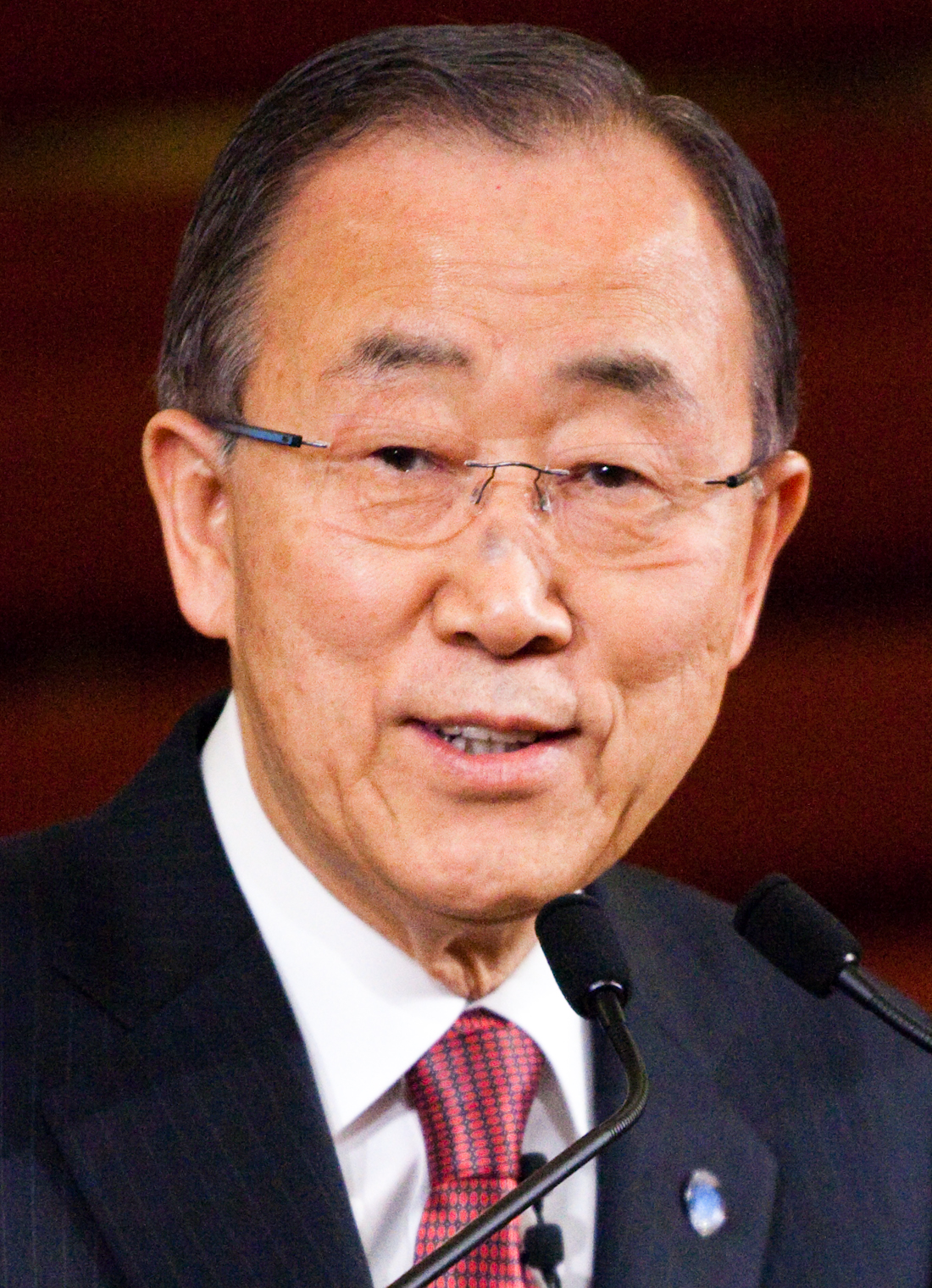
Ban Ki-moon

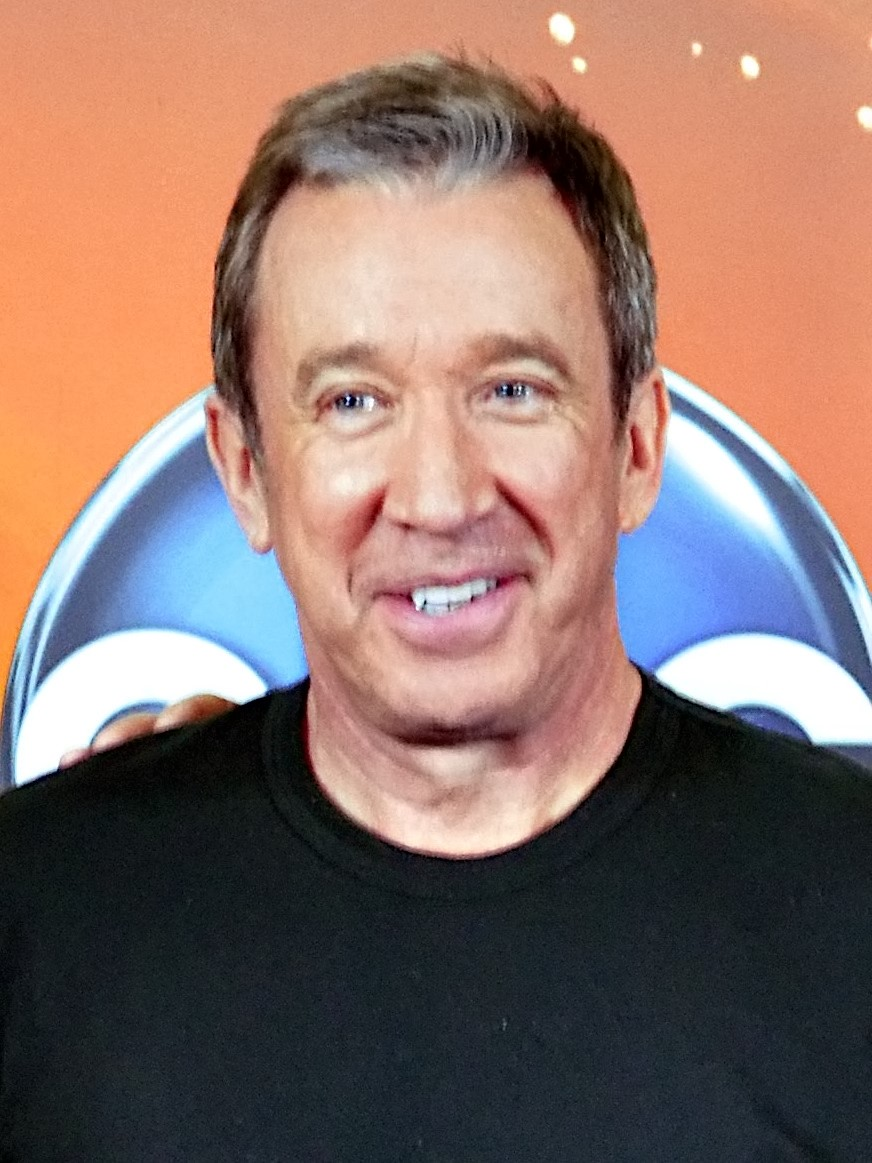
Tim Allen

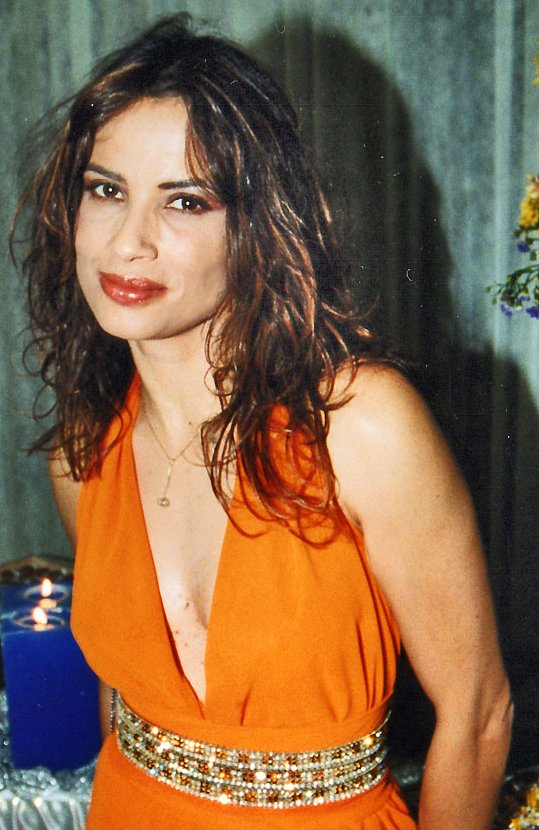
Isadora Ribeiro

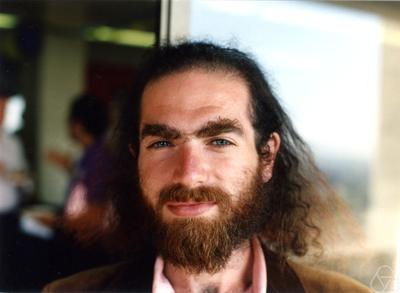
Grigori Perelman

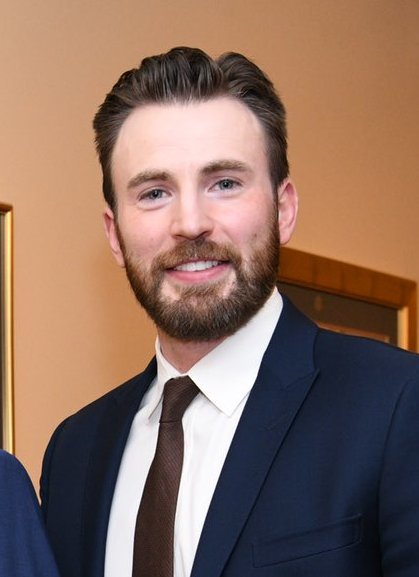
Chris Evans

### Anteriores ao século XIX
- 0040 — Cneu Júlio Agrícola, militar romano (m. 93).
- 0823 — Carlos II de França (m. 877).
- 0839 — Carlos, o Gordo, imperador carolíngio (m. 888).
- 1561 — Ana Maria de Anhalt, duquesa de Brieg (m. 1605).
- 1649 — Adrien Baillet, estudioso e crítico literário francês (m. 1706).
- 1724 — Pedro António Correia Garção, poeta português (m. 1772).
- 1753 — Johan Afzelius, químico sueco (m. 1837).
- 1763 — José Bonifácio de Andrada e Silva, estadista brasileiro (m. 1838).
- 1773 — Thomas Young, físico, médico e egiptólogo britânico (m. 1829).
- 1778 — Frederico Luís de Meclemburgo-Schwerin, nobre alemão (m. 1819).
- 1786 — Winfield Scott, militar estadunidense (m. 1866).
- 1795
  - Thomas Arnold, educador e historiador britânico (m. 1842).
  - Anton Felix Schindler, maestro e músico austríaco (m. 1864).
- 1798 — Johann Christian Felix Bähr, filólogo clássico alemão (m. 1872).
- 1799 — George Keppel, político liberal e escritor britânico (m. 1891).

### Século XIX
- 1804 — Manoel Marques de Souza III, Conde de Porto Alegre (m. 1875).
- 1818 — Augusto de Saxe-Coburgo-Gota (m. 1882).
- 1820 — Henrique dos Países Baixos (m. 1879).
- 1821 — Albert, Duque de Broglie (m. 1901).
- 1827 — Alberto Henschel, fotógrafo e empresário alemão-brasileiro (m. 1881).
- 1828 — Jules-Élie Delaunay, pintor francês (m. 1891).
- 1831 — James Clerk Maxwell, físico britânico (m. 1879).
- 1854 — Charles Algernon Parsons, engenheiro anglo-irlandês (m. 1931).
- 1864 — Rudolf Kjellén, cientista político sueco (m. 1922).
- 1865 — William Butler Yeats, poeta irlandês (m. 1939).
- 1868 — Felipe Ángeles, líder revolucionário e militar mexicano (m. 1919).
- 1871 — Helena de Orleães (m. 1951).
- 1875 — Paul Neumann, nadador austríaco (m. 1932).
- 1882 — Olga Alexandrovna da Rússia (m. 1960).
- 1884
  - Étienne Gilson, filósofo francês (m. 1978).
  - Anton Drexler, político alemão (m. 1942).
- 1886 — Maria Aurélia Martins de Sousa, pintora portuguesa (m. 1922).
- 1887 — Jorge Chávez, aviador peruano (m. 1910).
- 1888
  - Fernando Pessoa, poeta português (m. 1935).
  - Marc Pincherle, musicólogo, historiador e crítico musical francês (m. 1974).
- 1889 — Germaine Acremant, escritora francesa (m. 1986).
- 1892 — Basil Rathbone, ator britânico (m. 1967).
- 1893
  - Dorothy L. Sayers, escritora e romancista britânica (m. 1957).
  - Alan Arnold Griffith, engenheiro britânico (m. 1963).
- 1894 — Francis Pélissier, ciclista francês (m. 1959).

### Século XX

#### 1901–1950
- 1901
  - Tage Erlander, político sueco (m. 1985).
  - Paul Fässler, futebolista suíço (m. 1983).
- 1905 — Chen Yun, político chinês (m. 1995).
- 1908
  - Maria Helena Vieira da Silva, pintora portuguesa (m. 1992).
  - L. B. Abbott, especialista em efeitos visuais norte-americano (m. 1985).
- 1910 — Gonzalo Torrente Ballester, professor, romancista, crítico, dramaturgo e jornalista espanhol (m. 1999).
- 1911 — Luis Walter Alvarez, físico estadunidense (m. 1988).
- 1912 — Avelar Brandão Vilela, cardeal brasileiro (m. 1986).
- 1914 — Constant Vanden Stock, futebolista, treinador de futebol e dirigente esportivo belga (m. 2008).
- 1915 — Don Budge, tenista estadunidense (m. 2000).
- 1917 — Augusto Roa Bastos, escritor paraguaio (m. 2005).
- 1918
  - Ben Johnson, ator estadunidense (m. 1996).
  - Helmut Lent, aviador alemão (m. 1944).
- 1920 — Rex Everhart, ator e dublador norte-americano (m. 2000).
- 1924 — César Ruminski, futebolista francês (m. 2009).
- 1926 — Paul Lynde, ator estadunidense (m. 1982).
- 1927 — Ángela Álvarez, cantora e compositora cubana-estadunidense (m. 2024).
- 1928 — John Forbes Nash, matemático e economista estadunidense (m. 2015).
- 1929 — Ralph McQuarrie, ilustrador e designer conceitual estadunidense (m. 2012).
- 1930
  - Paul Marie Veyne, arqueólogo e historiador francês (m. 2022).
  - Emmanuel Milingo, religioso zambiano.
- 1931
  - Moysés Baumstein, artista visual, escritor, sociólogo, economista e editor brasileiro (m. 1991).
  - Jean-Jacques Marcel, futebolista francês (m. 2014).
  - Herbert Wilf, matemático norte-americano (m. 2012).
- 1932 — Oreco, futebolista brasileiro (m. 1985).
- 1933 — Sven-Olov Sjödelius, canoísta sueco (m. 2018).
- 1934
  - Shirley Brasher, ex-tenista britânica.
  - Leonard Kleinrock, engenheiro e cientista da computação norte-americano.
- 1935 — Samak Sundaravej, político tailandês (m. 2009).
- 1936 — Győző Veres, halterofilista húngaro (m. 2011).
- 1937
  - Erich Ribbeck, ex-futebolista e ex-treinador de futebol alemão.
  - Antonio Rada, futebolista colombiano (m. 2014).
- 1939
  - Antonio Pitanga, ator brasileiro.
  - Antal Szentmihályi, ex-futebolista e treinador de futebol húngaro.
- 1940 — Bobby Freeman, pianista, cantor, compositor e produtor musical estadunidense (m. 2017).
- 1941 — Esther Ofarim, cantora israelense.
- 1942 — Abdulsalami Abubakar, militar e político nigeriano.
- 1943 — Malcolm McDowell, ator britânico.
- 1944
  - Ban Ki-moon, diplomata sul-coreano.
  - Alípio Martins, cantor, compositor e produtor musical brasileiro (m. 1997).
- 1945
  - Tillman Thomas, político granadino.
  - José Pinheiro, diretor de cinema francês.
- 1946 — Sher Bahadur Deuba, político nepalês.
- 1947
  - Željko Franulović, ex-tenista croata.
  - Carlos Montemayor, escritor, ensaísta e crítico literário mexicano (m. 2010).
- 1948 — Joe Roth, diretor e produtor de cinema norte-americano.
- 1949
  - Thierry Sabine, automobilista francês (m. 1986).
  - Ulla Schmidt, política alemã.
- 1950 — Gerd Zewe, ex-futebolista e treinador de futebol alemão.

#### 1951–2000
- 1951
  - Stellan Skarsgård, ator sueco.
  - Richard Thomas, ator e produtor de cinema estadunidense.
- 1952
  - Toinho, ex-futebolista brasileiro.
- 1953
  - Tim Allen, ator e cineasta estadunidense.
  - Georges Didi-Huberman, historiador, crítico de arte e filósofo francês.
- 1954
  - Rita Cadillac, dançarina, cantora e atriz brasileira.
  - Andrzej Lepper, político polonês (m. 2011).
  - Désiré Tsarahazana, religioso malgaxe.
  - Manuel Rojas, ex-futebolista chileno.
- 1955
  - Alan Hansen, ex-futebolista escocês.
- 1956
  - Iurik Vardanian, halterofilista armênio (m. 2018).
  - Leonid Taranenko, ex-halterofilista bielorrusso.
- 1957 — Rinat Dasayev, ex-futebolista russo.
- 1959
  - Boyko Borisov, político búlgaro.
  - Lance Kinsey, ator canadense.
  - Klaus Iohannis, político romeno.
- 1960
  - Jacques Rougeau, ex-wrestler canadense.
  - Marcus Pestana, político brasileiro.
- 1962
  - Davey Hamilton, ex-automobilista estadunidense.
  - Michael Vescera, músico estadunidense.
  - Glenn Michibata, ex-tenista canadense.
  - Sidmar Antonio Martins, ex-futebolista brasileiro.
  - Ally Sheedy, atriz estadunidense.
  - Markinhos Moura, cantor e compositor brasileiro.
- 1963
  - Félix Tshisekedi, político congolês.
  - Catarina Lindqvist, ex-tenista sueca.
- 1964
  - Šarūnas Marčiulionis, ex-jogador de basquete lituano.
  - André Gago, ator, encenador e escritor português.
- 1965
  - Isadora Ribeiro, atriz brasileira.
  - Marco Antônio Boiadeiro, ex-futebolista brasileiro.
  - Lesli Kay, atriz estadunidense.
  - Cristina de Bourbon, princesa espanhola.
  - Lisa Vidal, atriz estadunidense.
- 1966
  - Grigori Perelman, matemático russo.
  - Naoki Hattori, jornalista e ex-automobilista japonês.
  - Rita Benneditto, cantora brasileira.
  - Tibor Navracsics, político húngaro.
- 1967 — Jeanine Áñez, advogada e política boliviana.
- 1968
  - David Gray, músico britânico.
  - Ivan Sokolov, enxadrista bósnio-neerlandês.
- 1969 — Charlie Massó, cantor e apresentador porto-riquenho.
- 1970
  - Rivers Cuomo, cantor, compositor e músico estadunidense.
  - Julián Gil, ator, apresentador, empresário e modelo argentino.
- 1971
  - Stefano Pescosolido, ex-tenista italiano.
  - David Mendenhall, ator e dublador estadunidense.
- 1973
  - Kasia Kowalska, atriz polonesa.
  - Inés Gorrochategui, ex-tenista argentina.
- 1974
  - Leonardo, futebolista brasileiro (m. 2016).
  - Dušan Petković, ex-futebolista sérvio.
  - Selma Björnsdóttir, atriz e cantora islandesa.
  - Steve-O, ator e comediante estadunidense.
- 1975
  - Ante Čović, ex-futebolista australiano.
  - Daniel Ingram, compositor canadense.
- 1976 — Suzana Pires, atriz e roteirista brasileira.
- 1977
  - Stanton Fredericks, ex-futebolista sul-africano.
  - Ángel Dennis, jogador de vôlei cubano.
- 1978
  - Marco Cadete, futebolista português.
  - Richard Kingson, ex-futebolista ganês.
  - Antônio da Silva, ex-futebolista brasileiro.
  - Ethan Embry, ator estadunidense.
- 1979 — Gustave Bahoken, ex-futebolista camaronês.
- 1980
  - Markus Winkelhock, automobilista alemão.
  - Darius Vassell, ex-futebolista britânico.
  - Florent Malouda, ex-futebolista francês.
  - Christopher Kas, ex-tenista alemão.
  - Sarah Connor, cantora alemã.
  - Carlos Jayme, nadador brasileiro.
- 1981
  - Chris Evans, ator estadunidense.
  - Floribert Bwana Chui, servidor público congolês (m. 2007).
  - Guy Demel, ex-futebolista marfinense.
  - Nuno Diogo, futebolista português.
  - Mick Fanning, surfista australiano.
  - Julie-Marie Parmentier, atriz francesa.
  - Bento Ribeiro, humorista brasileiro.
- 1982
  - Lígia Mendes, apresentadora de televisão brasileira.
  - Kenenisa Bekele, maratonista etíope.
  - Krzysztof Bosak, político polonês.
- 1983 — Alexandre Villa, futebolista brasileiro.
- 1984
  - Nery Castillo, ex-futebolista mexicano.
  - Joyce Silva, jogadora de vôlei brasileira.
- 1985
  - Alberto Zapater, futebolista espanhol.
  - Gérson Magrão, futebolista brasileiro.
  - Filipe Albuquerque, automobilista português.
- 1986
  - Mary-Kate Olsen, atriz estadunidense.
  - Ashley Olsen, atriz estadunidense.
  - Kat Dennings, atriz estadunidense.
  - Akihiro Ienaga, futebolista japonês.
  - Toni Varela, ex-futebolista cabo-verdiano.
  - DJ Snake, rapper, DJ e produtor musical francês.
  - Keisuke Honda, ex-futebolista e treinador de futebol japonês.
- 1987 — Charlotte Wells, diretora e produtora de cinema britânica.
- 1988 — Bianca Pascu, esgrimista romena.
- 1989
  - James Calado, automobilista britânico.
  - Andreas Samaris, futebolista grego.
- 1990
  - Aaron Johnson, ator britânico.
  - Evans Rusike, futebolista zimbabuano.
- 1991
  - Lucas Gaúcho, futebolista brasileiro.
  - Stefany Hernández, ciclista venezuelana.
  - Ricardo van Rhijn, futebolista neerlandês.
  - Ryan Mason, ex-futebolista e treinador de futebol britânico.
  - Iryna Kindzerska, judoca azeri.
  - Eduardo Sepúlveda, ciclista argentino.
- 1992
  - Violet Chachki, drag queen estado-unidense.
  - Kim Jin-su, futebolista sul-coreano.
- 1993
  - Denis Ten, patinador artístico cazaque (m. 2018).
  - Simona Senoner, esquiadora italiana (m. 2011).
  - Mark Flekken, futebolista neerlandês.
- 1994
  - Paulo Ricardo, futebolista brasileiro.
  - Zhang Yanquan, atleta chinês.
- 1995 — Mapi León, futebolista espanhola.
- 1996
  - Kodi Smit-McPhee, ator australiano.
  - Kingsley Coman, futebolista francês.
- 1997
  - Théodore Pellerin, ator canadense.
  - Zaidu Sanusi, futebolista nigeriano.
- 1998
  - Adam Norrodin, motociclista malaio.
  - Maju Trindade, atriz brasileira.
  - Ronaël Pierre-Gabriel, futebolista francês.
- 1999
  - Fabio Scherer, automobilista suíço.
  - Nathaniel Atkinson, futebolista australiano.
- 2000
  - Marcos Antônio, futebolista brasileiro.
  - Penny Oleksiak, nadadora canadense.

### Século XXI
- 2001 — Amelia Gray Hamlin, modelo americana.
- 2002 — Santiago Simón, futebolista argentino.
- 2003 — Lim Si-hyeon, arqueira sul-coreana.
- 2004 — Norawit Titicharoenrak, ator tailandês.
- 2005 — Pepe Martí, automobilista espanhol.
- 2006 — Allen Obando, futebolista equatoriano.
- 2009 — Maria Marçal, cantora brasileira.

## Mortes

### Anteriores ao século XIX
- 0220 — Xiahou Dun, general chinês (n. c. 155).
- 0995 — Fujiwara no Michikane, estadista e monge budista japonês (n. 961).
- 1036 — Ali Azair, califa fatímida (n. 1005).
- 1231 — António de Lisboa, santo católico (n. 1195).
- 1348 — João Manuel de Castela, príncipe e político castelhano (n. 1282).
- 1549 — Garcia de Sá, administrador colonial português (n. 1486).
- 1570 — Francisco de Barros, diplomata e administrador colonial português (n. ?).
- 1645 — Miyamoto Musashi, samurai japonês (n. c. 1584).

### Século XIX
- 1861 — Henry Gray, anatomista e cirurgião britânico (n. 1827).
- 1886 — Luís II da Baviera (n. 1845).

### Século XX
- 1928 — Randi Blehr, política, sufragista e ativista norueguesa (n. 1851).
- 1958 — Vasco Santana, ator português (n. 1898).
- 1972 — Georg von Békésy, biofísico húngaro (n. 1899).
- 1980 — Carlos Torres Pastorino, estudioso e escritor espírita brasileiro (n. 1910).
- 1981 — Amácio Mazzaropi, cineasta e comediante brasileiro (n. 1912).
- 1982
  - Khalid da Arabia Saudita (n. 1913).
  - Riccardo Palletti, automobilista italiano (n. 1958).
- 1984 — António Variações, cantor e compositor português (n. 1944).
- 1987 — Geraldine Page, atriz norte-americana (n. 1924).
- 1992 — Pumpuang Duangjan, cantora e atriz tailandesa (n. 1961).
- 1993
  - Hermínia Silva, fadista portuguesa (n. 1907).
  - Ewald Dytko, futebolista polonês (n. 1914).
- 1997 — Al Berto, poeta e editor português (n. 1948).
- 1998 — Lúcio Costa, arquiteto brasileiro (n. 1902).

### Século XXI
- 2001 — Marcelo Fromer, músico brasileiro (n. 1961).
- 2004 — Stuart Hampshire, filósofo e crítico literário britânico (n. 1914).
- 2005
  - Álvaro Cunhal, político português (n. 1913).
  - Eugénio de Andrade, poeta português (n. 1923).
- 2007 — Néstor Rossi, futebolista argentino (n. 1925).
- 2008 — Tim Russert, jornalista de televisão estadunidense (n. 1950).
- 2009
  - Mitsuharu Misawa, wrestler japonês (n. 1962).
  - Raul Brunini, radialista e político brasileiro (n. 1919).
- 2012
  - Chiara Corbella Petrillo, leiga católica italiana (n. 1984).
  - Luiz Gonzaga Bergonzini, bispo brasileiro (n. 1936).
  - William Standish Knowles, químico norte-americano (n. 1917).
- 2013 — Mohammed Al-Khilaiwi, futebolista saudita (n. 1971).
- 2014
  - Marlene, cantora e atriz brasileira (n. 1922).
  - Gyula Grosics, futebolista e treinador de futebol húngaro (n. 1926).
- 2016 — Michu Meszaros, ator húngaro (n. 1939).
- 2018 — D. J. Fontana, músico norte-americano (n. 1931).
- 2019 — Edith González, atriz mexicana (n. 1964).
- 2024 —  Nahim, cantor brasileiro (n. 1952).
- 2025
  - Hossein Salami, oficial militar iraniano (n. 1960).
  - Mohammad Bagheri, oficial  militar iraniano (n.1960).
  - Amir Ali Hajizadeh, oficial militar iraniano (n. 1962).
  - Esmail Ghaani, oficial militar iraniano (n. 1957).
  - Gholam Ali Rashid, oficial militar iraniano (n. 1953).
  - Fereydoon Abbasi, cientista nuclear iraniano (n. 1958).

## Feriados e eventos cíclicos

### Internacional
- Dia Internacional de Conscientização sobre o Albinismo
- Dia Internacional do Softbol

### Brasil
- Dia do Turista
- Feriado municipal em Pirajuí, Lins,  Americana, Adamantina, Cordeirópolis, Guaratinguetá, Lapa, Pinheiral, Rancharia, Santo Antônio da Alegria, Santo Antônio de Posse, Santo Antônio de Pádua, Tijucas - dia de Santo Antônio e aniversário dessas cidades.
- Feriado municipal em Caraguatatuba, Duque de Caxias, Garanhuns, Governador Valadares, Juiz de Fora, Nova Iguaçu, Osasco, Piancó,Itabaiana (Sergipe) e centenas de outros municípios - dia de Santo Antônio, padroeiro dessas cidades. A relação de cidades que comemora-se o dia do padroeiro Santo Antônio é longa e atinge centenas de cidades.

### Portugal
- Dia de Santo António - Feriado Municipal em Amares, Aljustrel, Alvaiázere, Cascais, Estarreja, Ferreira do Zêzere, Lisboa, Proença-a-Nova, Reguengos de Monsaraz, Vale de Cambra, Vila Nova da Barquinha, Vila Nova de Famalicão, Vila Real e Vila Verde

### Cristianismo
- António de Lisboa

## Outros calendários
- No calendário romano era o dia dos idos de junho.
- No calendário litúrgico tem a letra dominical C para o dia da semana.
- No calendário gregoriano a epacta do dia é xiv.